# Plan de marketing
Según Philip Kotler, un plan de mercadotecnia (en inglés: marketing plan), es un «documento escrito que resume lo que el especialista en mercadotecnia ha aprendido sobre el mercado, que indica cómo la empresa pretende alcanzar sus objetivos de mercadeo y que facilita, dirige y coordina los esfuerzos de mercadotecnia».
El plan de mercadotecnia opera en dos niveles: el plan de mercadotecnia estratégico y el plan de mercadotecnia táctico. Mientras que el primero «se apoya de entrada en el análisis de las necesidades de los individuos y de las organizaciones» determinando las líneas generales, como el mercado meta al que se buscará satisfacer y la propuesta de valor; el segundo «es una gestión voluntarista de conquista de los mercados existentes» especificando acciones de mercadeo concretas y trabajando con la mezcla de mercadotecnia, también conocido como mix comercial en algunos países hispanos.

### Estructura de un plan de marketing
Si bien la estructura de un plan de mercadotecnia puede variar en función de las necesidades de quien lo crea, de manera estándar suele contener casi siempre las siguientes partes:
1. Resumen ejecutivo
2. Análisis de la situación
3. Declaración de la misión, visión y objetivos
4. Estrategias
5. Plan de acción
6. Evaluación y control[3]

Esta estructura responde y se asemeja al proceso de cómo se elabora un plan de mercadotecnia o de mercadeo, con la excepción del resumen ejecutivo, que si bien va al principio del documento; al ser un resumen de todo, no se puede realizar sino cómo último paso del proceso.

### Herramientas más usadas en un Plan de Marketing[4]
Aunque muchas pueden ser las herramientas usadas, muchas de estas herramientas son metodologías didácticas y gráficas que permiten plasmar de forma fácil, problemas complejos o descomponer diversos factores que componen un problema más complejo. Veamos algunas herramientas usadas en un Plan de Marketing:

#### Análisis DAFO en un Plan de Marketing
El análisis DAFO es una técnica ampliamente utilizada para identificar y evaluar los puntos fuertes, puntos débiles, oportunidades y amenazas de una organización.
Este es uno de los recursos más usados y con más errores en las presentaciones y defensas de TFM y Planes de Marketing. Su principio es muy sencillo analizar la empresa separando los factores en:
FORTALEZAS: Los factores identificados como Fortalezas son aquellos elementos o ventajas que tenemos como empresa frente a los demás. Son aquellos elementos que podemos incluso comunicar porque consideramos que es algo que nos hace ver bien ante nuestra audiencia.
Las fortalezas siempre deben ser elementos o características propias, es decir, las fortalezas son factores internos.
Ejemplos de Fortalezas:
- Equipo altamente cualificado
- Tecnología de punta y avanzada
- Buen reconocimiento de marca en el país

DEBILIDADES: Las debilidades son aquellos factores que queremos, más bien esconder o no comunicar. Son aspectos internos a la empresa que pueden restarnos potencia o limitarnos como empresa y que son aspectos a mejorar dentro de la organización.
Ejemplos de debilidades:
- Falta de inversión en marketing
- Procesos comerciales ineficientes
- Dependencia de muy pocos clientes

AMENAZAS: Las amenazas, son factores externos, nada que ver con aspectos de las empresas que pueden generar una rotura o quiebre dentro del ritmo de la empresa. Por lo general, son factores incontrolables y que poco margen de maniobra nos deja en caso de que ocurran o existan.
- Entradas de nuevos competidores al mercado
- Cambios en el comportamiento del consumidor
- Incremento en costes de producción

OPORTUNIDADES: En este caso, volvemos a hablar de factores externos a la empresa que podrían representar precisamente una oportunidad para la empresa, nuevos mercados, nuevos targets, segmentos de usuarios no explorados ni explotados o incluso aplicaciones de nuestros productos y servicios en otros sectores.
Ejemplos de oportunidades:
- Creciente demanda del mercada
- Cambios regulatorios favorables
- Nueva tecnología disponible

Una forma de representar el DAFO puede ser tan sencilla como la siguiente:

##### Recomendaciones para realizar un buen DAFO en un Plan de Marketing
Es importante tener en cuenta los siguientes aspectos para preparar correctamente un DAFO:
- Ser realista y objetivo
- Ser específico a la hora de definir los aspectos del DAFO
- Pregunta a tu equipo para tener distintos puntos de vistas
- Intenta que los factores sean accionables, es decir, usa dichos factores del DAFO para implementar medidas correctivas y estrategias para aprovechar las fortalezas y corregir las debilidades
- Un mismo factor no puede estar dentro de varias secciones, es decir, la «poca inversión en marketing» es una debilidad, no una amenaza, aunque implique que otros ganen en visibilidad, en este, caso hablamos de un problema interno que debe ser una debilidad, no una amenaza.

#### Análisis MOST en un Plan de Marketing
El análisis MOST se utiliza para priorizar requisitos en función de su impacto en la misión, objetivos, estrategias y tácticas de una organización. Es ideal para enfocar recursos en los aspectos más relevantes y alineados con los objetivos estratégicos.
Esta herramienta de planificación estratégica ayuda a alinear sus actividades con sus objetivos generales, desglosándolo en pasos más aterrizados o prácticos.

##### ¿Qué significa Misión en un Análisis MOST?
La Misión de una empresa o proyecto es el propósito general que tiene la organización y prácticamente tiene que responder al ¿Por qué y para qué existimos?
La misión es una declaración amplia que define nuestro propósito o razón de ser, por ello que se redacte, como por ejemplo de esta forma:
«Proporcionar soluciones tecnológicas innovadoras que faciliten la vida de nuestros clientes.»

##### ¿Qué significa Objetivo en un Análisis MOST?
Los objetivos se plantean como metas o logros específicos que deberían llevarnos poco a poco a un objetivo mayor, nos acerca a nuestra misión.
Un error muy común es decir, nuestro objetivo es VENDER, sin darle un sentido estratégico a la empresa ni al objetivo. Vender, no se le vende a cualquiera, por eso los Objetivos Generales de un Proyecto o Empresa deben redactarse siguiendo la metodología SMART:
S: Specific – Específicos
M: Measurable – Medibles
A: Attainable – Alcanzables
R: Realistic – Realistas
T: Time-bound – Definidos en el tiempo
Ejemplo de Objetivos redactados de forma SMART:
- Incrementar las ventas en línea un 25% en los próximos 12 meses
- Mejorar la retención de clientes en un 15% para finales del año.

##### ¿Qué significa Estrategia en un Análisis MOST?
En el caso de la Estrategia, hablamos del Plan General a seguir, es decir, lo que queremos conseguir al final de desplegar todo el plan que queremos desplegar.
La estrategia debe responder a ¿Cómo vamos a lograr nuestros objetivos? y va a dar pistas de lo que luego haremos en la parte táctica.
Ejemplo de estrategias:
- Expandir la presencia en redes sociales con campañas específicas para cada segmento.
- Establecer alianzas estratégicas con influencers del sector.
- Mejorar la experiencia de usuario en la web mediante optimización UX/UI.

##### ¿Qué significa Tácticas en un Análisis MOST?
En esta etapa, ya empezamos a aterrizar las acciones necesarias para alcanzar los objetivos y desarrollar la estrategia antes definida. Los canales a usar deben estar alineado con lo que queremos alcanzar, y deben dar paso a paso los lineamientos necesarios para ejecutar cada una de las estrategias antes planteadas.
Ejemplo de Tácticas:
- Publicar tres contenidos semanales en Instagram y TikTok.
- Realizar un webinar mensual con expertos del sector.
- Implementar un sistema de chat en vivo en el sitio web para mejorar la atención al cliente.

#### Modelado de Procesos Empresariales (BPM)
El BPM (Business Process Modeling) es una técnica destinada a comprender y mejorar los procesos empresariales. Se utiliza para identificar ineficiencias en los flujos de trabajo y desarrollar soluciones que optimicen las operaciones.
El principal objetivo del BMP es poder aumentar la eficiencia en los procesos, reducir errores y mejorar la comunicación y el control de los procesos internos de una empresa.

##### Componentes principales del BMP
- Procesos: Actividades organizadas que producen un resultado.
- Roles: Personas o sistemas responsables de ejecutar las tareas.
- Eventos: Situaciones que inician, interrumpen o finalizan un proceso.
- Flujos: Secuencia en la que se ejecutan las actividades.
- Artefactos: Documentos o datos utilizados en el proceso.

Esta metodología se usa para identificar los pasos en cada proceso de una empresa, por ejemplo, desde que se recibe una factura hasta que se paga dicha factura, las personas involucradas, procesos a seguir y documentación que luego demuestre o pruebe que dicho proceso ha sido gestionado de forma correcta.

#### Modelado de Casos de Uso o Protocolo de Pensamiento manifiesto
El modelado de casos de uso describe las interacciones entre los usuarios y un sistema, destacando cómo estos interactúan para alcanzar objetivos específicos. Es útil para identificar requisitos funcionales y garantizar que el sistema cumpla con las necesidades de los usuarios.
El Caso de Uso pone a prueba la facilidad con la que los usuarios se enfrentan a un sistema o tecnología, por ello, para su correcta evaluación se necesita desarrollar una metodología donde se definen:
- Actores: ¿Quiénes interactúan con el sistema?
- Sistema: Software o aplicación con el que se va a interactuar?
- Escenarios: Paso a paso de como lograr el objetivo de dicha plataforma.

##### Pasos a seguir para el Modelado de Casos de Uso o Protocolo de Pensamiento manifiesto
1. Identificar Actores: Se trata de buscar personas que interactúan con el sistema y que además pertenezcan al segmento de usuarios que queremos analizar. Un mismo sistema puede ser usado por distintas personas, con más o menos experiencia o conocimientos, de ahí que busquemos usuarios que pertenezcan al segmento a analizar.
2. Desarrollar Hipótesis: Se trata de realizar un pre-análisis del sistema y desarrollar de esa forma hipótesis sobre problemas o incomodidades que el sistema vaya a presentar y que querremos poner a prueba.
3. Definir los Objetivos: Qué buscan lograr los actores. Estos objetivos deben estar alineados con las hipótesis antes comentadas. Si sospechamos que en el paso 3 del proceso de compra de nuestra aplicación, la gente que tenga menos de 10€ no podrá pagar, entonces dentro de nuestros objetivos pediremos a nuestros usuarios o actores que intenten comprar una caja de lápiz de 5€ precisamente para intentar descartar o demostrar nuestra hipótesis.
4. Crear los Casos de Uso: Esta información o indicaciones son las que se les comparte a los usuarios para que interactuando con el sistema intenten llegar o alcanzar una meta, dejándoles cierta libertad para identificar problemas de uso o usabilidad en la propia plataforma o sistema.
5. Dibujar el Diagrama o reporte: Preparar un listado de hipótesis con sus respectivos comentarios y conclusiones accionables sobre cada problema encontrado.

##### Entrevistas con las Partes Interesadas
Las entrevistas con las partes interesadas son una técnica valiosa que consiste en interactuar directamente con personas clave para recopilar información, perspectivas y requisitos. Este enfoque permite comprender mejor las necesidades, expectativas, retos y objetivos de las partes interesadas, fundamentales para la toma de decisiones y el desarrollo de soluciones eficaces.
Es de vital importancia preparar un listado de preguntas antes de las entrevistas, para mantener el sentido de ella e intentar obtener la información deseada.

#### Análisis PESTLE
El análisis PESTLE evalúa el entorno externo de una organización, identificando factores Políticos, Económicos, Sociales, Tecnológicos, Legales y Medioambientales que podrían influir en sus operaciones y decisiones estratégicas.

##### ¿Para qué sirve el PESTLE?
1. Identificación de oportunidades y amenazas: Detectar factores externos que pueden beneficiar o afectar a la organización.
2. Planificación estratégica: Ayuda a entender el entorno y tomar decisiones informadas.
3. Adaptación a cambios externos: Permite anticiparse a tendencias o riesgos futuros.
4. Mejor comprensión del mercado: Proporciona una perspectiva más amplia sobre el entorno en el que opera la organización.

##### Factores analizados en el PESTLE
El análisis PESTLE evalúa las siguientes dimensiones externas:
1. Políticos: Factores relacionados con las políticas gubernamentales, estabilidad política, legislación y normativas.
2. Económicos: Aspectos económicos como tasas de interés, inflación, crecimiento económico y tasas de cambio.
3. Sociales: Cambios en la demografía, cultura, comportamiento del consumidor y tendencias sociales.
4. Tecnológicos: Innovaciones, avances tecnológicos y cambios en la infraestructura tecnológica.
5. Legales: Leyes y regulaciones específicas que afectan al sector o industria.
6. Ecológicos (o Ambientales): Factores medioambientales como sostenibilidad, cambio climático y normativas ecológicas.

##### Ejemplo de análisis PESTLE
Supongamos que una empresa de tecnología quiere lanzar un nuevo producto, podríamos decir que su PESTLE sería algo como el siguiente:
- Político: ¿Existen subsidios o restricciones gubernamentales sobre productos tecnológicos?
- Económico: ¿Cómo afecta la inflación o el poder adquisitivo a los consumidores?
- Social: ¿Hay una tendencia creciente hacia la digitalización?
- Tecnológico: ¿Qué innovaciones recientes pueden aprovecharse?
- Legal: ¿Se requiere cumplir con normativas de privacidad de datos?
- Ecológico: ¿Qué impacto tiene el producto en el medio ambiente? ¿Es sostenible?

#### Análisis de Requisitos o RFP (Request for Proposal)
El análisis de requisitos implica la recopilación, documentación y evaluación de los requisitos necesarios para desarrollar o mejorar un sistema. Es un proceso esencial para garantizar que las soluciones propuestas cumplan con las expectativas y necesidades del negocio.
Para realizar una correcta investigación, se necesita la colaboración de distintos departamentos de la empresa, desde marketing y ventas a legal y finanzas, de esa forma, podemos recopilar y analizar toda la información que consideremos relevante.

#### Diseño enfocado en el usuario o Historias de usuarios
Las historias de usuario son una técnica empleada principalmente en metodologías ágiles para describir requisitos desde la perspectiva del usuario final. Son narrativas simples que ayudan a priorizar y diseñar soluciones que realmente respondan a las necesidades del usuario.
En el mundo del desarrollo web, a esta metodología se le conoce como Diseño enfocado en el usuario, y lo que busca es centrar esfuerzos en analizar las necesidades que puedan tener los usuarios, para de esa forma desarrollar soluciones ajustadas a lo que el usuario realmente necesita.
Esta metodología requiere de mucho esfuerzo por parte del equipo, ya que para poder identificar las necesidades del usuario, es importante, hablar con muchos usuarios, preguntarles, encuestarles y así entender bien las necesidades que tienen.

#### Metodología CATWOE
CATWOE es una técnica para identificar a las partes interesadas de un sistema y sus necesidades. Esta herramienta estratégica funciona principalmente en el entorno del Soft System Methodology (SSM) para comprender problemas complejos dentro de una organización.
Sus siglas representan:
- Customer (cliente)
- Actor (actor)
- Transformation (transformación)
- World View (visión del mundo)
- Owner (propietario)
- Environmental Constraints (limitaciones del entorno).

##### ¿Para que sirve CATWOE?
Es útil para comprender diferentes perspectivas dentro de un sistema. Además, funciona para:
- Resolver problemas complejos: Identifica todos los elementos clave de un sistema para abordar problemas de forma integral.
- Evaluar perspectivas: Ayuda a analizar el problema desde múltiples puntos de vista (clientes, actores, propietarios, etc.).
- Tomar decisiones informadas: Proporciona claridad sobre los elementos que deben considerarse al diseñar o cambiar un sistema.
- Planificación estratégica: Útil para diseñar soluciones o procesos que aborden los problemas de manera sostenible.

##### Ejemplo a aplicación del CATWOE
Supongamos que una empresa quiere implementar un nuevo sistema de gestión de inventarios:
- Clientes: Los departamentos internos (ventas, compras) que dependen del inventario.
- Actores: Los trabajadores de almacén y los administradores que gestionan el sistema.
- Proceso de Transformación: Convertir datos de inventario desorganizados en información accesible y actualizada.
- Visión del Mundo: Una mejor gestión del inventario mejora la eficiencia y reduce costos.
- Propietario: El director de operaciones, que tiene la autoridad para implementar el sistema.
- Restricciones del Entorno: Presupuesto limitado, integración con sistemas existentes y resistencia al cambio por parte del personal.

#### Business Model Canvas
Es una herramienta visual que permite a las empresas describir, analizar y diseñar modelos de negocio de manera estructurada y sencilla. Es ampliamente utilizado para emprendedores, startups y equipos estratégicos en empresas.
En este marco, se divide el modelo de negocio en 9 bloques que abarcan las áreas principales de cualquier empresa.

##### Bloques del Business Model Canvas
Los bloques a analizar en un business model canvas son los siguientes:

###### Segmentos de Clientes (Customer Segments)
Define los diferentes grupos de personas o empresas que la empresa desea atender.
Ejemplo: Jóvenes estudiantes, empresas tecnológicas, etc.

###### Propuestas de Valor (Value Propositions)
Describe el valor único que se ofrece a cada segmento de clientes.
Ejemplo: Envío rápido, diseño innovador, ahorro de tiempo.

###### Canales (Channels)
Cómo la empresa comunica y entrega valor a sus clientes.
Ejemplo: Tienda física, comercio electrónico, redes sociales.

###### Relaciones con Clientes (Customer Relationships)
Describe el tipo de relación que la empresa establece con cada segmento de clientes.
Ejemplo: Atención personalizada, autoservicio, comunidades.